# Leonid Solomatkine
Leonid Ivanovitch Solomatkine (russe : Леонид Иванович Соломаткин), né à Soudja en 1837 et mort à Saint-Pétersbourg le 16 juin 1883, est un peintre russe de genre.

## Biographie
Solomatkine est né en 1837 et a été rapidement orphelin. Il a travaillé au début de sa vie comme berger et plus tard comme charretier itinérant et vendeur d'icônes religieuses. Leonid Solomatkine a ensuite réussi à gagner une place en apprentissage et a commencé à travailler comme peintre. Il a étudié à l'école de peinture et de sculpture de Moscou (1855-1860). Son succès a été important mais de courte durée. Il est influencé par les œuvres de Vassili Perov et des peintres réalistes russes. À partir de la fin des années 1860, il cesse d'exposer et a été ensuite rapidement oublié.
Certaines de ses œuvres sont exposées au Musée de l'Ermitage à Saint-Pétersbourg. 

## Œuvres

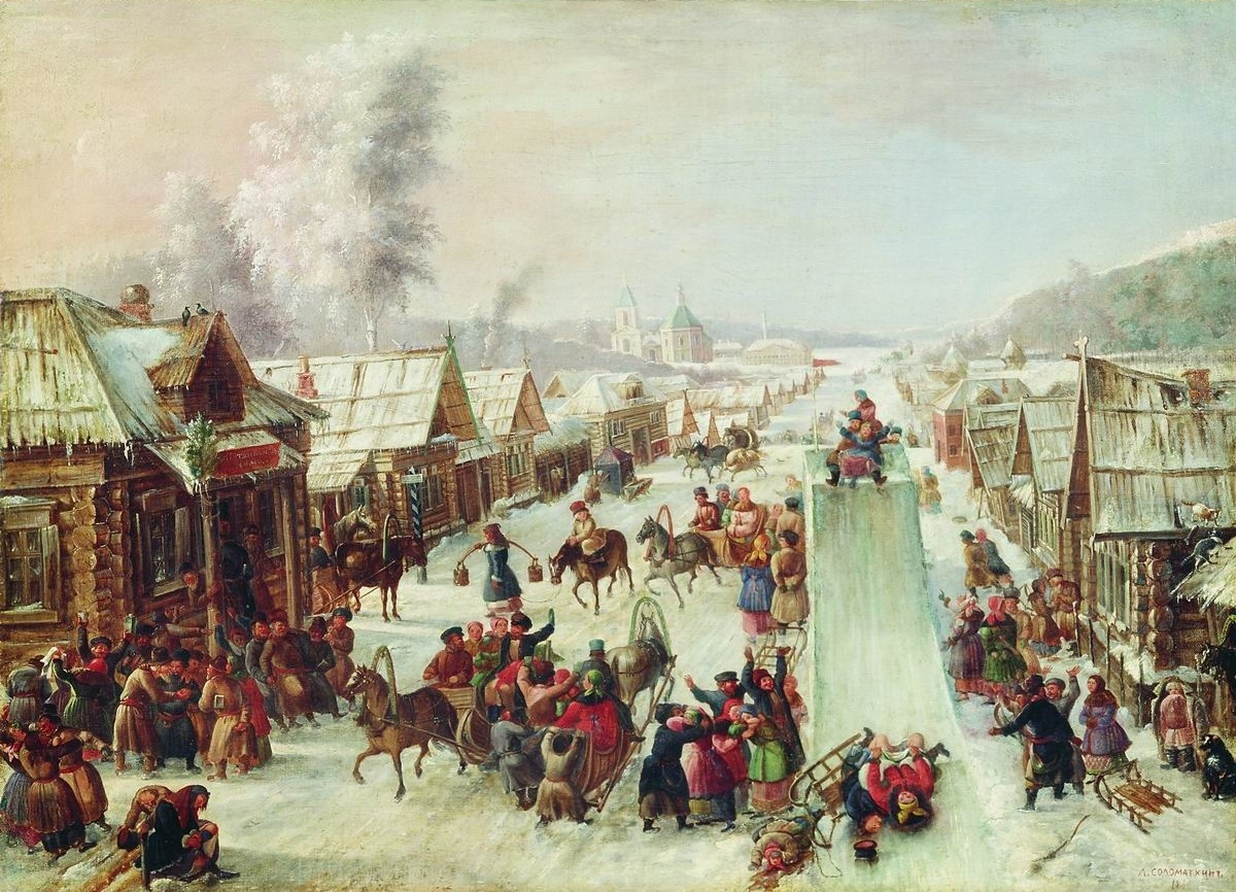
Mardi gras (1878)
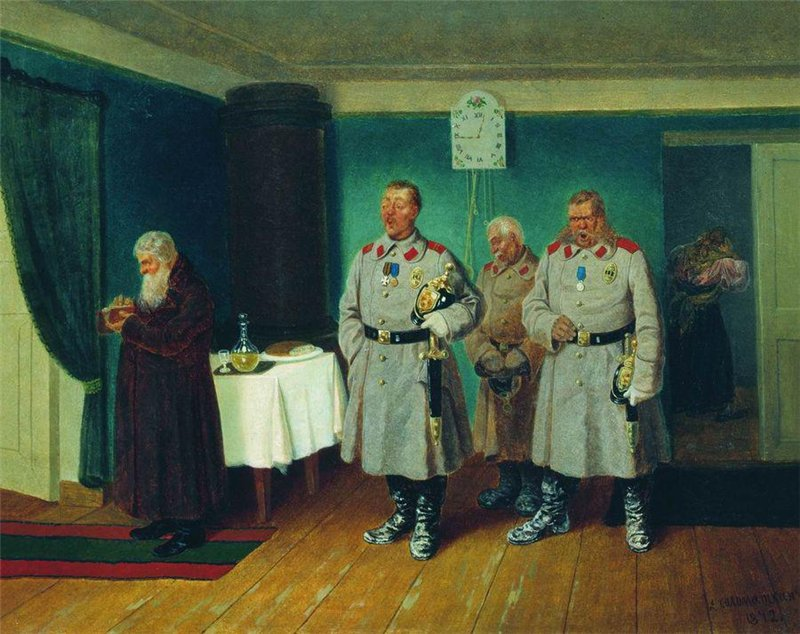
Policiers (1872)
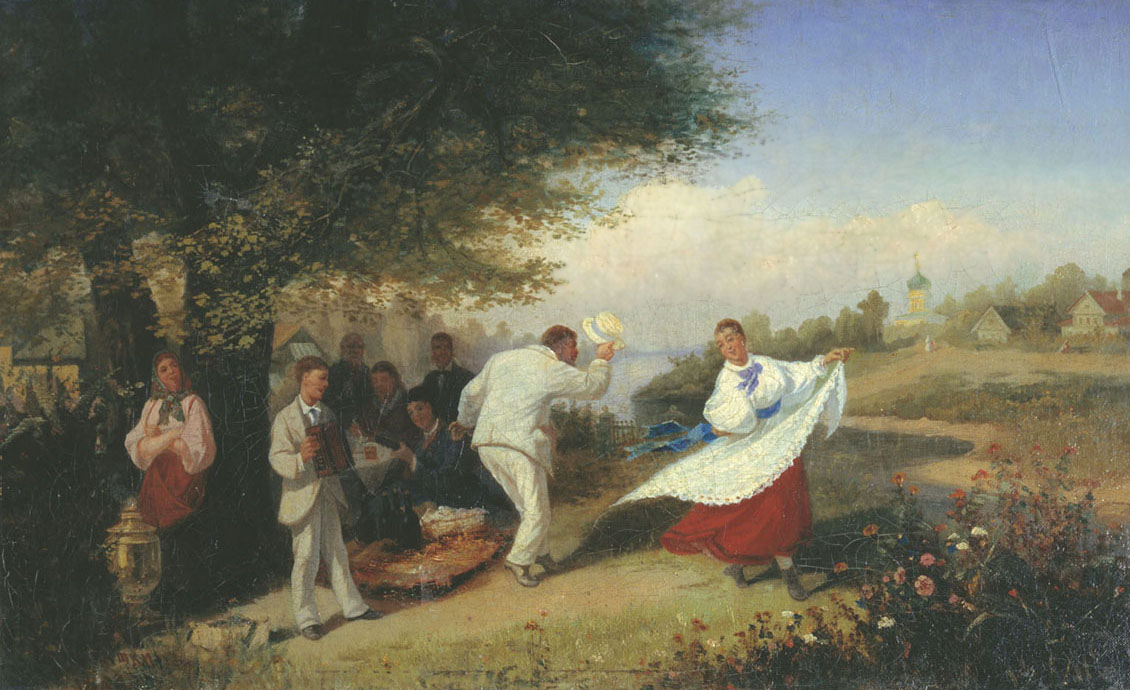
Pique-nique (1882)

## Sources
- Oxford Grove Art, Leonid Solomatkin